# Kraken
El Kraken és un monstre marí fictici propi del Nord d'Europa. Sembla un pop gegant i viu al fons del mar, des d'on ataca i enfonsa vaixells. Les primeres mencions són a les sagues noruegues del segle xiii (tot i que amb altres noms) i durant molt de temps es tenia per una criatura real, inclosa per Carl von Linné a la seva obra Systema Naturae, amb el nom de Microcosmus dins l'ordre dels cefalòpodes. El monstre apareix en el poema homònim d'Alfred Tennyson i al primer llibre d'El Senyor dels Anells de Tolkien.
L'hàbitat d'aquests animals se situa a les profunditats extremes, sobretot de l'oceà Pacífic, però també de l'Atlàntic. Per exemple, troba refugi al canyó d'Avilés, que s'enfonsa a 5.000 metres de profunditat davant de la costa asturiana. Des de sempre, els pescadors del lloc estan acostumats a trobar-lo quan surten a pescar i mai no van donar gaire importància a la controvèrsia sobre la seva existència. Els és tan familiar que té el seu particular nom vernacle: peludí. I des del 1997 compta amb un museu en honor seu, a Luarca.
Peludí o Architeuthis, el cert és que el kraken és un animal real, encara que no tan ferotge com la criatura sortida de la imaginació nòrdica i els bestiaris renaixentistes. Tan real que només el nostre secular abandó de l'exploració submarina i els avenços de la ciència ens separen del seu ple coneixement i estudi. Mentrestant, el seu misteri seguirà alimentant una legió de criptozoòlegs entestats a ressuscitar no només el kraken i altres bèsties terribles, sinó les criatures més romàntiques de les velles llegendes marineres.